# Phoracantha punctata
Phoracantha punctata es una especie de escarabajo del género Phoracantha, familia Cerambycidae. Fue descrita científicamente por Donovan en 1805.
Esta especie se encuentra en Australia, Nueva Caledonia y Nueva Zelanda.
Los machos miden entre 12 y 26 mm, mientras que las hembras miden entre 14 y 27 mm.